# Maria van Savoye

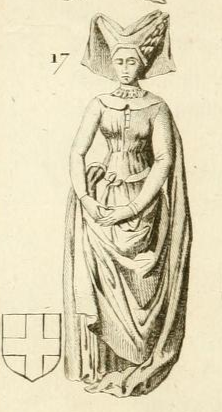
Maria van Savoye.

Maria van Savoye (Chambéry, januari 1411 – Vigone, 22 februari 1469), een prinses uit het huis Savoye. Door haar huwelijk met Filippo Maria Visconti op 24 december 1428 in Vercelli, werd ze hertogin van Milaan.

## Biografie
Maria was de dochter van Amadeus VIII van Savoye en van Maria van Bourgondië (1380-1422). Volgens de ene bron werd ze geboren in Chambéry, volgens andere bronnen op het Kasteel van Thonon en stierf ze in Vercelli.
Het huwelijk werd gesloten op puur politieke gronden en het werd waarschijnlijk nooit geconsummeerd, het bleef alleszins kinderloos.
Na het overlijden van Filippo Maria Visconti in 1447 grepen de republikeinen in Milaan de macht en stichtten de Ambrosiaanse Republiek. Het hertogdom werd heropgericht door Francesco Sforza de echtgenoot van Bianca Maria, de buitenechtelijke dochter van Filippo Maria Visconti die hij had met Agnese del Maino.
Toen ze weduwe was geworden trok Maria zich in 1458 terug in het klooster van de clarissen in Turijn. Buiten het prachtige franciscaans breviarium, waarvoor de opdracht gegeven werd ter gelegenheid van haar huwelijk in 1428 en dat waarschijnlijk gemaakt werd tussen 1431 en 1438, had ze geen eigendommen in haar nalatenschap. Het breviarium wordt nu bewaard in de gemeentelijke bibliotheek van Chambéry.
- Gemeinsame Normdatei: 143476521
- Nederlandse Thesaurus van Auteursnamen: 370827988
- Virtual International Authority File: 168004846
- WorldCat: E39PCjxc3PkVb8qjJDBMJCqTQC